# Frankie e Ben - Una coppia a sorpresa
Frankie e Ben - Una coppia a sorpresa è un film statunitense del 2001, diretto da Susan Seidelman.